# Stockwell (London)
Stockwell ist ein Stadtteil Londons und liegt im Borough of Lambeth, im Südwesten der Stadt. Die Stadtteile Brixton, Clapham, Vauxhall und Kennington grenzen an Stockwell. Stockwell war einst eines der ärmsten Londoner Stadtviertel, heute befindet es sich aufgrund der Nähe zum Stadtzentrum und wegen der guten Transportverbindungen im Aufschwung.

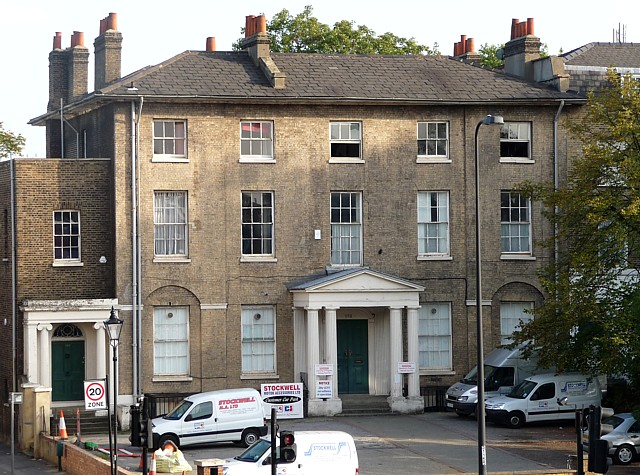
Altes Wohngebäude an der Clapham Road

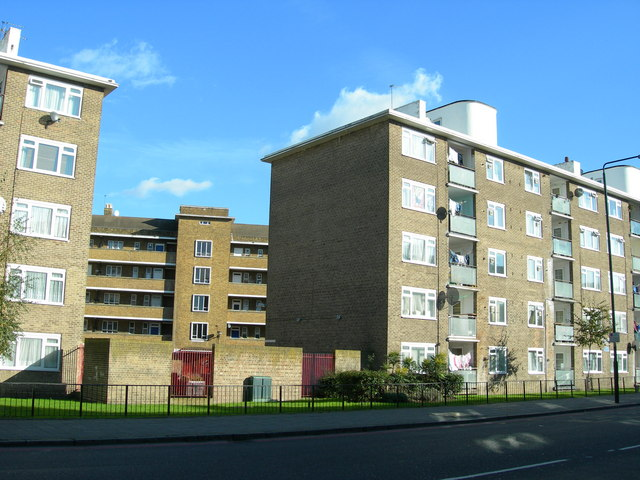
Wohnanlage an der Stockwell Road

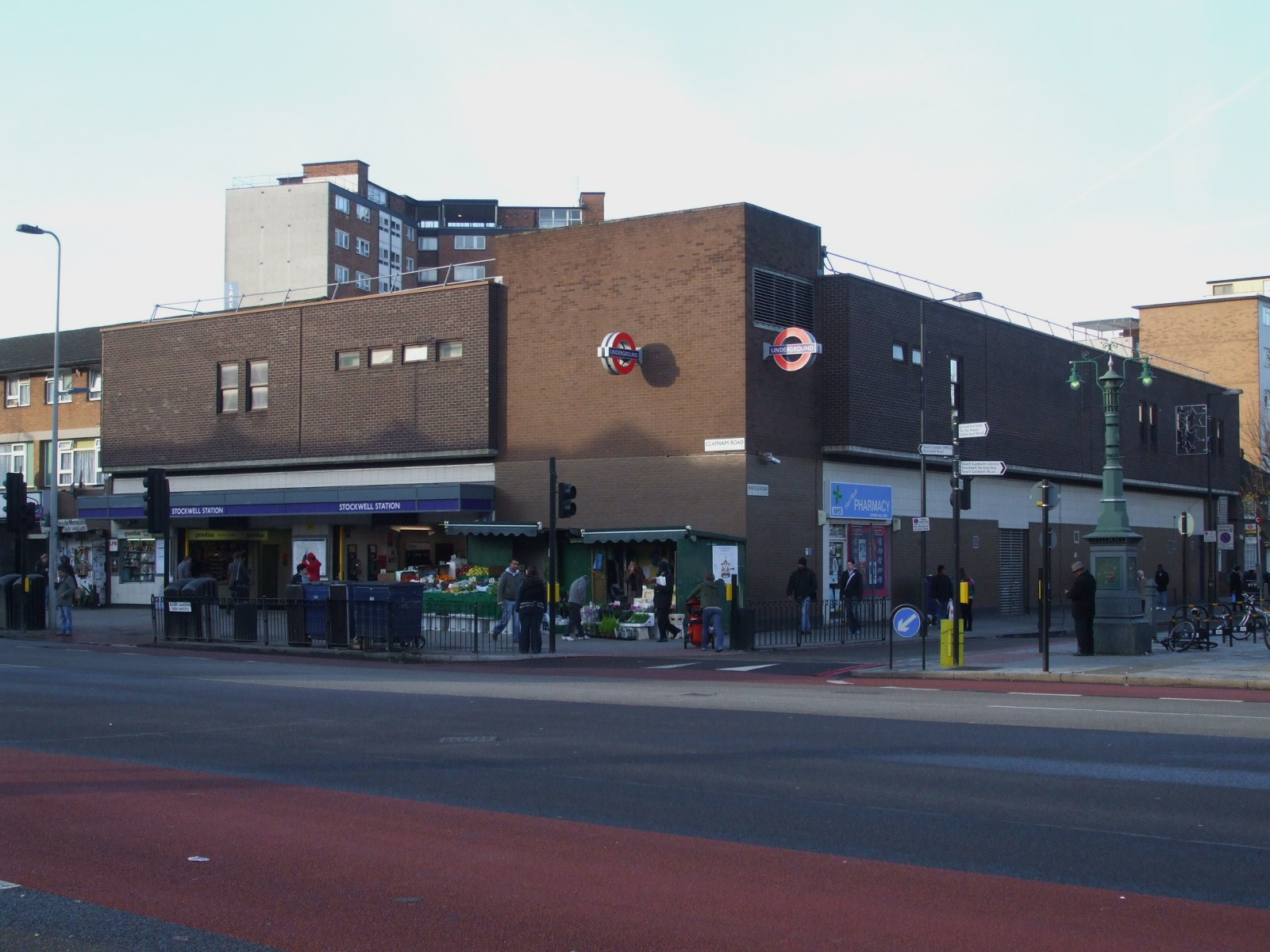
Stationsgebäude der London Underground

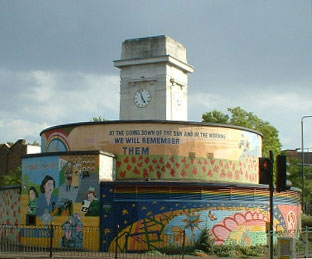
Eingang zu einem Luftschutzbunker in Stockwell, von Schulkindern zu einem Mahnmal umgestaltet

## Geschichte
Der Name des Stadtteils geht auf das altenglische stoc zurück, als Bezeichnung für einen Baumstumpf oder Pfahl. Der zweite Teil des Namens ist wahrscheinlich von einer örtlichen Quelle (altenglisch: wella) abgeleitet. Im späten 13. Jahrhundert erwarb der englische König Edward I. das Gut South Lambeth und teilte es in die Güter Stockwell und Vauxhall auf.
Bis zum Beginn des 19. Jahrhunderts blieb Stockwell ein ländliches Gut am Rande Londons. Es umfasste Nutzgärten und den Botanischen Garten von John Tradescant des Älteren und seinem Sohn und war zugleich Standort des Musaeum Tradescantianum. An die Tradescants erinnern die „Tradescant Road“ und eine Skulptur vor der Kirche St. Stephens. Die ältesten in Stockwell erhaltenen Bauten sind die St. Andrew’s Church (ca. 1767) und die Stockwell Congregational Church (ca. 1798). Auch das New Queen's Head an der Stockwell Road stammt aus dem späten 18. Jahrhundert.
Bevor 1889 mit dem Local Government Act der County of London geschaffen wurde, gehörte Stockwell zur Grafschaft Surrey.
Im 19. Jahrhundert entwickelte sich der Stadtteil zu einer eleganten mittelständischen Wohngegend. Zu den Bewohnern gehörte der Illustrator Arthur Rackham (1867–1939), der in der South Lambeth Road geboren wurde und im Alter von 15 Jahren mit seiner Familie an den Albert Square zog.
Die Architektur und die soziale Struktur des Stadtviertels entwickelten sich im 20. Jahrhundert stark unterschiedlich. Die unmittelbare Nachbarschaft der Station Stockwell der London Underground wurde nach dem Zweiten Weltkrieg großflächig neu bebaut. Das Stationsgebäude von 1890 wurde zunächst in den 1920er Jahren durch einen Flachbau ersetzt. 1971 erfolgte im Zuge des Baus der Victoria Line, die in Stockwell die Northern Line kreuzt, der Neubau des Stationsgebäudes. Das heutige Stationsgebäude ist ein mit Klinkern verkleideter Zweckbau, der von einem Belüftungsschacht dominiert wird und im Erdgeschoss einige kleine Ladengeschäfte beherbergt.
Im Stadtbezirk gibt es zahlreiche Sozialwohnungen, die wichtigsten Anlagen sind Lansdowne Green, Stockwell Park, Studley, Spurgeon, Mursell und Stockwell Gardens. Daneben gibt es in den Seitenstraßen Stockwells noch alte Wohnhäuser aus dem 19. Jahrhundert, insbesondere in der Stockwell Park Conservation Area. Diese Häuser wurden überwiegend zwischen 1825 und 1840 errichtet und konzentrieren sich an der Stockwell Park Road, Stockwell Park Crescent, Durand Gardens und Albert Square. Das einzige architektonisch bedeutende Gebäude des 20. Jahrhunderts ist die Stockwell Bus Garage, eine Bushalle aus Stahlbeton der London Underground aus den frühen 1950er Jahren.
Eine Sehenswürdigkeit ist The Type Museum, ein 1995 eingerichtetes Museum zur Geschichte und Gegenwart der Typographie, mit ausgestellten Lettern, historischen Druckerpressen und anderen Gegenständen.
Stockwell ist ein Wahlkreis im London Borough of Lambeth. Seit den Wahlen vom 6. Mai 2010, wird er von drei Stadträten der Labour Party vertreten: Alex Bigham, Pete Bowyer und Imogen Walker.

## Bevölkerung
In Stockwell und dem benachbarten South Lambeth ist eine der größten portugiesischen Gemeinden des Vereinigten Königreichs beheimatet, die Gegend wird daher auch als Little Portugal bezeichnet. Die meisten der Bewohner portugiesischer Herkunft stammen aus Madeira oder Lissabon, und zahlreiche Cafés, Restaurants, Bäckereien, Feinkostgeschäfte und Nachbarschaftsvereine im Stadtteil zeugen von ihrer Herkunft. Auch der überdurchschnittlich große Anteil von Einwohnern karibischer oder westafrikanischer Herkunft zeigt sich an den von ihnen betriebenen Cafés, Gemüseläden und Friseurgeschäften.
Neben den anglikanischen und katholischen Kirchen beeinflussen eine Reihe afroamerikanischer Glaubensgemeinschaften das religiöse Leben im Stadtteil Stockwell. Einige dieser Gemeinschaften teilen sich mit den länger ansässigen anglikanischen und katholischen Gemeinden die Kirchenräume.
Zu den bekannten früheren und heutigen Bewohnern Stockwells gehören Vincent van Gogh (kurzzeitig), die im KZ Ravensbrück ermordete britische Agentin Violette Szabo, die Schauspieler Roger Moore, Gary Raymond und Joanna Lumley, die Musiker Jerry Dammers, Roots Manuva und Dot Rotten, die Comedians Adam Buxton und Joe Cornish, der Fußballer Nathaniel Clyne, und der Schriftsteller und Journalist Will Self.

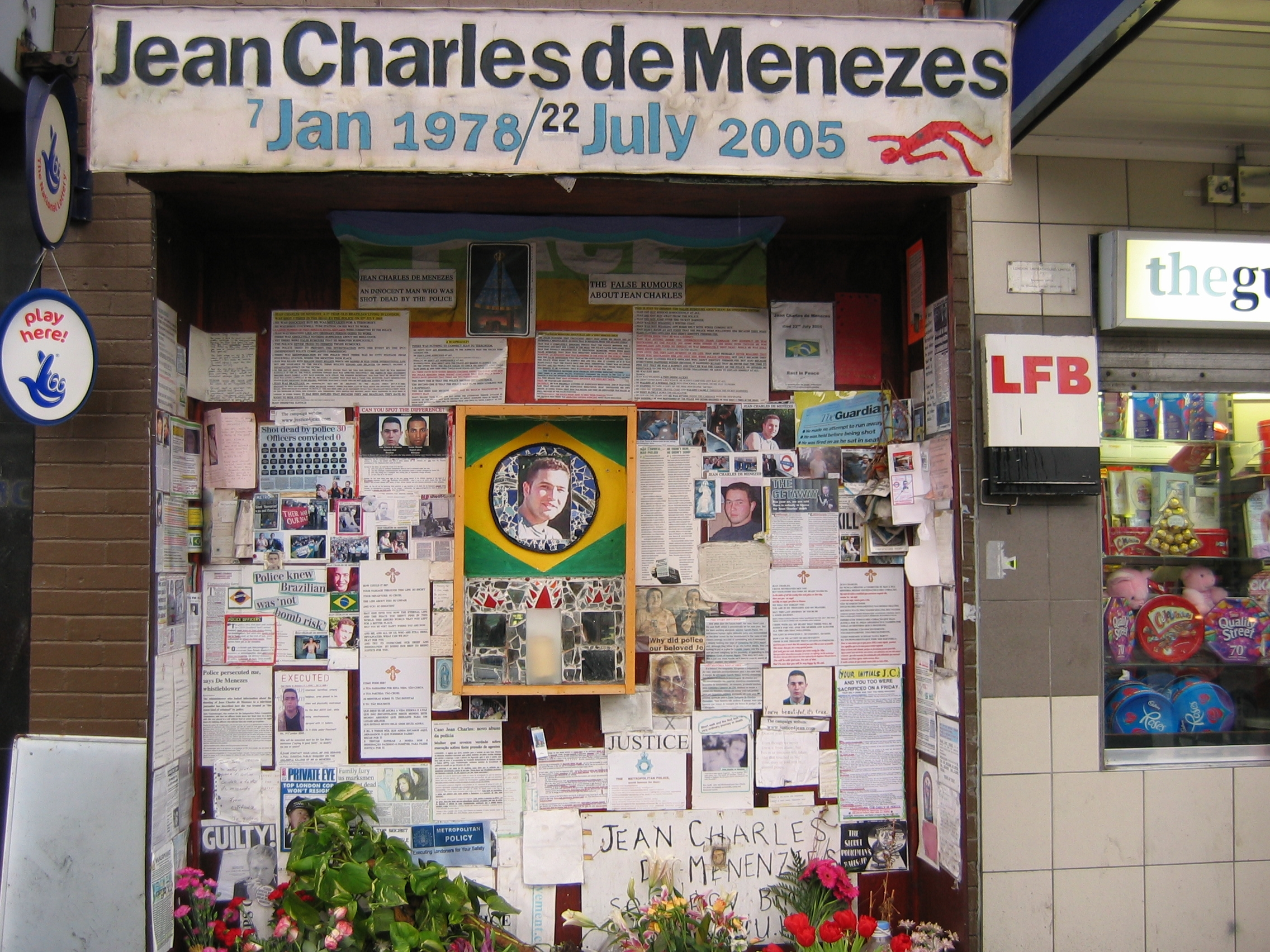
Improvisierte Gedenkstätte für Jean Charles de Menezes an der Stockwell Underground Station, im Dezember 2006

## Ereignisse
Am 7. Juli 2005 kam es in London zu einer Serie von schweren Bombenanschlägen auf Einrichtungen des Nahverkehrs. Am 21. Juli folgte eine Reihe ähnlicher aber missglückter Anschläge. Am 22. Juli 2005 wurde der brasilianische Elektriker Jean Charles de Menezes in der U-Bahn-Station Stockwell von Polizeibeamten in Zivil, die ihn mit einem der gesuchten Attentäter verwechselten, durch mehrere Kopfschüsse gezielt getötet.
Zwischen April und Juli 1986 tötete der Serienmörder Kenneth Erskine mindestens sieben ältere Menschen, davon mindestens vier in Stockwell. Daher wurde er in den Medien als der Stockwell Strangler (deutsch: Stockwell-Würger) bezeichnet.